# アマンダ・アビザイド
アマンダ・アビザイド（Amanda Abizaid）は、レバノン・ベイルート出身のシンガーソングライターである。彼女は9歳の時にアメリカ合衆国へ移住した。

## ディスコグラフィ

### アルバム
- The Great Plan, Vol. II (2005年)

### EP/シングル
- "Release Me" (2014年)
- "Be In Love" (2010年)
- In the Loop (2008年)
- "Lebanon"/"Ata's Song" (2005年)
- "High 5's"/"Undivided" (2005年)
- The Great Plan, Vol. I (2004年)